# Chydarteres
Chydarteres es un género de escarabajos longicornios.

## Especies
- Chydarteres bicolor (Fabricius, 1787)
- Chydarteres costatus (Aurivillius, 1908)
- Chydarteres dimidiatus (Fabricius, 1787)
- Chydarteres formosus Galileo & Martins, 2010
- Chydarteres octolineatus (Thunberg, 1822)
- Chydarteres striatellus Huedepohl, 1985
- Chydarteres striatus (Fabricius, 1787)
- Chydarteres strigatus (Dupont, 1836)